# Chlorure de propylmagnésium
Le chlorure de propylmagnésium est un composé chimique de formule CH3CH2CH2MgCl. Cet halogénure organomagnésien isomère du chlorure d'isopropylmagnésium est un réactif de Grignard dérivé du propane et l'analogue chloré du bromure de propylmagnésium. Disponible commercialement en solution dans le 2-MeTHF et l'éther diéthylique, il est utilisé en synthèse organique pour introduire des groupes propyle ou pour produire des dérivés propyliques.